# Evelyn Salgado Pineda
Evelyn Cecia Salgado Pineda (Iguala, 5 febbraio 1982) è una politica e avvocata messicana, governatrice del Guerrero dal 15 ottobre 2021.

## Biografia
Nata a Iguala, nel Guerrero, è figlia del politico e senatore Félix Salgado Macedonio e di María de Jesús Pineda Echeverría. Studia e si laurea in giurisprudenza presso l'Università La Salle a Cuernavaca.

### Carriera politica
Nel 2004 è consulente del deputato locale Guillermo López Ruvalcaba. Tra il 2006 e il 2008, mentre suo padre era sindaco di Acapulco, Evelyn viene nominata presidente del Sistema nazionale per lo sviluppo integrale della famiglia, organismo del ministero della salute messicano. Durante il mandato del governatore Héctor Astudillo Flores, Evelyn assume il compito di delegata locale di Acapulco per il ministero della donna dello stato di Guerrero.
Nel 2012 si candida per il consiglio distrettuale del terzo distretto con il Partito della Rivoluzione Democratica, non risultando eletta.
Il 27 aprile 2021, il Tribunale elettorale del Potere Giudiziale della Federazione ratifica la cancellazione della candidatura del padre, Felix Salgado Macedonio. Tuttavia, uscì allo scoperto che la figlia Evelyn si sarebbe candidata come governatrice alle elezioni statali con il partito Morena. Inizia poi la campagna politica ad Acapulco. Vince le elezioni con il 46,46% dei voti.